# Chiesa di San Nicola da Tolentino (Nembro)
La chiesa di San Nicola da Tolentino è un luogo di culto cattolico di Nembro, in provincia e diocesi di Bergamo.

## Storia
Nel 1472 a Nembro fu edificata una chiesa vicina al convento degli agostiniani. La chiesa fu aperta al pubblico nel 1491 e dedicata nel 1494 a san Donato Nuovo, per essere nel 1509 dedicata a san Nicola da Tolentino come riportato sull'incisione impressa sull'architrave dell'ingresso al luogo di culto ed era gestita dalla scuola omonima. Il convento venne chiuso nel 1772 per ordine della Repubblica di Venezia e i locali furono acquistati da alcuni privati. Il convento nel 1884 fu acquistato dal Pio Luogo Elemosiniere gruppo sociale che destinò i locali a uso di ricovero per anziani.
La chiesa pur avendo avuto restauri presenta la caratteristica facciata quattrocentesca, mentre l'interno ha avuto un rifacimento nel XVII secolo con la formazione del grande arco che accompagna al presbiterio e ai due altari laterali.
Dell'antica chiesa dedicata a san Donato non rimane più traccia, è molto probabile che si trovasse sul fianco sinistro della gradinata che conduce alla chiesa di San Nicola. La tradizione orale non supportata da documenti, la indicherebbe come la più antica presente sul territorio nembrese con la fondazione nel V o VI secolo. L'antica chiesa di san Donato, una delle pievi più antiche della diocesi, aveva annesso il cimitero e perse il suo ruolo di principale chiesa della pieve prima dell'VIII secolo quando passò alla chiesa di San Martino. La struttura divenne luogo di ricovero per ammalati o nei periodi di pestilenza per venire completamente demolita nel 1909, anche se per vario tempo erano in funzione entrambe le chiese

## Descrizione
La chiesa è accessibile da una breve gradinata in conci e presenta la facciata liscia quattrocentesca a capanna con l'ingresso centrale, due monofore laterali trilobate che riportano al gotico veneziano e un rosone posto centrale nella parte superiore. Il lato est del fabbricato presenta la costruzione originale in ciottoli (borlanti) posti a lisca di pesce.

L'interno a navata unica è diviso da quattro arconi a sesto acuto in cinque campate con il presbiterio accessibile da due gradini, parti che hanno avuto un sostanziale rifacimento nel XVII secolo. Furono infatti rimodellati gli archi e ristrette le cappelle laterali.
La prima campata presenta affreschi risalenti al XV secolo e rimossi negli anni settanta del XX secolo, con la tecnica dello strappo dalle cappelle che erano ai lati del presbiterio. L'affresco a destra raffigura Natività con san Nicola da Tolentino con la Crocifissione assegnata a Maffiolo da Cazzano e Giovanni Marinoni, a sinistra il dipinto Madonna col Bambino e santi Giorgio e Sebastiano lavoro di autore ignoto, e a seguire sul piedritto dell'arco la raffigurazione del santo di Tolentino e di santa Caterina d'Alessandria con la ruota. Seguono la cappella del Cinquecento con le immagini dei santi Rocco, Stefano e Lucio realizzate nella seconda metà del XVI secolo. In questo spazio vi è la lastra sepolcrale che riporta la datazione 1764 e la scritta Cristina Longhi Vitalba. L'aula prosegue con il dipinto della Madonna della cintura conosciuta anche come della Beata Vergine Maria d'ambito bergamasco del XVII secolo, con ai lati le immagini di santa Anna e san Giuseppe, o forse san Gioacchino. La parte superiore conserva due affreschi raffiguranti la Natività e un Angelo con cartiglio.
L'abside conserva numerosi affreschi raffiguranti santi dell'ordine agostiniano e inserite in due cornici di gesso, le tele con episodi della Vita di san Nicola opere del cremonese vissuto nel Seicento Tomaso Pombioli. La cappella dedicata a sant'Agostino è completamente affrescata da Antonio Marinoni con la pala dei Santi Agostino, Lorenzo e Stefano inserita in una cornice lignea con colonne e decori floreali dorati, con la presenza dello stemma della famiglia nembrese dei Vitalba. La cappella conserva la tela di Gian Paolo Cavagna posta come pala d'altare in una ancona in marmo nero, raffigurante la Madonna in trono col Bambino, tra i santi Pietro e Paolo con la datazione  la firma: IO PAULUS CAVANEUS F. MDCVI. La cappella è ornata anche da altri affreschi di difficile interpretazione e che hanno subito nel tempo scialbi. Prosegue la cappella dedicata alla Madonna del Buon Consiglio anticamente dedicata a santa Maria Assunta, con affreschi firmati in un angolo Jovannes de Moronis de Albino pinxit e la data 1576 personaggio che potrebbe essere collegabile forse a un parente del più famoso Moroni, mentre sul soffitto un affresco riporta la scritta ...Inami de Zuchinis de Gromo probabilmente riferito a un personaggio della famiglia Ginami di Gromo. La cappella ha raffigurazioni di san Nicola, degli evangelisti e degli apostoli, nonché episodi della vita del santo lavori attribuiti a Giovanni Carobbio alla fine del Seicento.